# Euxoa ahmed
Euxoa ahmed är en fjärilsart som beskrevs av Le Cerf 1932. Euxoa ahmed ingår i släktet Euxoa och familjen nattflyn. Inga underarter finns listade i Catalogue of Life.